# أمعائية مذرقية
الأَمْعائِيَّةُ المَذْرَقِيَّة (الاسم العلمي: Enterobacter cloacae) هي نوع من البكتيريا يتبع جنس الأمعائية من الفصيلة الأمعائيات.